# 乌尔卡武斯泰斯
乌尔卡武斯泰斯（西班牙語：Urcabustaiz）是西班牙巴斯克自治区阿拉瓦省的一个市镇。总面积61km²，总人口877人（2001年），人口密度14人/km²。